# Liste der denkmalgeschützten Objekte in St. Pantaleon-Erla
Die Liste der denkmalgeschützten Objekte in St. Pantaleon-Erla enthält die 10 denkmalgeschützten, unbeweglichen Objekte der Gemeinde St. Pantaleon-Erla im niederösterreichischen Bezirk Amstetten.

## Denkmäler
| Foto |                 | Denkmal                                                                                                 | Standort                                    | Beschreibung | Metadaten |
| ---- | --------------- | --- | ------------------------------------------- | --- | --- |
| ja   | Datei hochladen | Schloss Erla, ehem. Benediktinerinnenstift HERIS-ID: 31431 Objekt-ID: 28381                             | Erla 1 Standort KG: Erla                    | Die ältesten Teile der ehemaligen Klosteranlage stammen aus dem letzten Drittel des 15. Jahrhunderts. | BDA-Hist.: Q637056 Status: Bescheid Stand der BDA-Liste: 2025-06-30 Name: Schloss Erla, ehem. Benediktinerinnenstift GstNr.: .93 Schloss Erla St. Pantaleon |
| ja   | Datei hochladen | Ehem. Gutshof-Wohntrakt HERIS-ID: 31433 Objekt-ID: 28383                                                | Klein Erla 19 Standort KG: Erla             | Der Wohntrakt des ehemaligen Gutshofs ist ein langgestreckter zweigeschoßiger Bau mit Walmdach aus dem späten 18. Jahrhundert. | BDA-Hist.: Q37942284 Status: Bescheid Stand der BDA-Liste: 2025-06-30 Name: Ehem. Gutshof-Wohntrakt GstNr.: .14 Ehem. Gutshof St. Pantaleon |
| ja   | Datei hochladen | Kath. Pfarrkirche hll. Peter und Paul, ehem. Stiftskirche HERIS-ID: 31430 Objekt-ID: 28380              | Standort KG: Erla                           | Eine spätgotische Staffelkirche. Die Einrichtung ist weitgehend neugotisch und stammt aus dem letzten Drittel des 19. Jahrhunderts. | BDA-Hist.: Q37942261 Status: § 2a Stand der BDA-Liste: 2025-06-30 Name: Kath. Pfarrkirche hll. Peter und Paul, ehem. Stiftskirche GstNr.: .92 Stiftskirche Erla |
| ja   | Datei hochladen | Pfarrhof HERIS-ID: 31437 Objekt-ID: 28387                                                               | Ringstraße 4 Standort KG: St. Pantaleon     | Der Pfarrhof ist ein hakenförmiger zweigeschoßiger Bau mit Walmdach. | BDA-Hist.: Q37942315 Status: § 2a Stand der BDA-Liste: 2025-06-30 Name: Pfarrhof GstNr.: 12 Pfarrhof St. Pantaleon |
| ja   | Datei hochladen | Figurenbildstock hl. Johannes Nepomuk HERIS-ID: 31439 Objekt-ID: 28389                                  | bei Ringstraße 5 Standort KG: St. Pantaleon | Ein Bildstock mit der Statue hl. Johannes Nepomuk, der um 1764/80 errichtet wurde. | BDA-Hist.: Q37942326 Status: § 2a Stand der BDA-Liste: 2025-06-30 Name: Figurenbildstock hl. Johannes Nepomuk GstNr.: 22/1 |
| BW   | Datei hochladen | Schloss St. Pantaleon mit Mauerfundamenten des ehem. Zwingers HERIS-ID: 31438 Objekt-ID: 28388seit 2019 | Ringstraße 11 Standort KG: St. Pantaleon    | Die genaue Entstehungszeit des Schlosses St. Pantaleon ist nicht bekannt, vermutet wird eine Errichtung als Wasserburg im 14. Jahrhundert. Bei den Umgestaltungen im Zuge zahlreicher Besitzerwechsel wurden die ehemaligen Wehranlagen fast vollständig abgetragen. Von außen erinnert nur noch der Wassergraben an die ursprüngliche Bestimmung. | BDA-Hist.: Q105643303 Status: Bescheid Stand der BDA-Liste: 2025-06-30 Name: Schloss St. Pantaleon mit Mauerfundamenten des ehem. Zwingers GstNr.: 123 |
| ja   | Datei hochladen | Kath. Pfarrkirche hl. Pantaleon HERIS-ID: 31436 Objekt-ID: 28386                                        | Standort KG: St. Pantaleon                  | Eine spätgotische Hallenkirche mit einem barockisierten Turm. Die Einrichtung ist neugotisch und stammt aus dem Ende des 19. Jahrhunderts. Die Orgel ist ein Werk von Johann Lachmayr aus dem Jahr 1903. | BDA-Hist.: Q37942305 Status: § 2a Stand der BDA-Liste: 2025-06-30 Name: Kath. Pfarrkirche hl. Pantaleon GstNr.: 1 Pfarrkirche St. Pantaleon |
| ja   | Datei hochladen | Eder-Kapelle HERIS-ID: 31435 Objekt-ID: 28385                                                           | Standort KG: St. Pantaleon                  | Eine 1827 anstelle der ehemaligen Barbarakapelle errichtete Kapelle mit einem Kruzifix um 1700. | BDA-Hist.: Q37942295 Status: § 2a Stand der BDA-Liste: 2025-06-30 Name: Eder-Kapelle GstNr.: 2 |
| ja   | Datei hochladen | Friedhofskapelle HERIS-ID: 31440 Objekt-ID: 28390                                                       | Standort KG: St. Pantaleon                  | Ein übergiebelter Rechteckbau mit Polygonalschluss aus dem Jahr 1898. | BDA-Hist.: Q37942336 Status: § 2a Stand der BDA-Liste: 2025-06-30 Name: Friedhofskapelle GstNr.: 163 Friedhofskapelle St. Pantaleon-Erla |
| ja   | Datei hochladen | Römisches Legionslager Albing HERIS-ID: 112244 Objekt-ID: 130317                                        | Albinger Holz Standort KG: St. Pantaleon    | Das Legionslager Albing war Stützpunkt einer römischen Legion und einer Reitereinheit am Donaulimes. Anmerkung: Großflächiges Objekt, Koordinaten ungefähr | BDA-Hist.: Q1488238 Status: Bescheid Stand der BDA-Liste: 2025-06-30 Name: Römisches Legionslager Albing GstNr.: 702, 707/2, 710, 711, 713, 859, 862/1, 862/4, 864/2, 865, 869/1, 869/3, 869/4, 873/1, 875, 877/2, 879/1, 873/2, 879/2, 877/2, 882/1, 882/3, 882/4, 882/5, 884/1, 884/2, 885, 886/1, 886/2, 887/1, 887/2, 887/3, 889/1, 889/2, 889/3, 889/4, 889/5, 890/1, 890/2, 891/1, 891/2, 892, 893/1, 893/2, 894, 897/2, 897/3, 898/2,899/1, 899/2, 903/1, 903/2, 906, 908, 909, 910, 911, 912, 913, 921/1, 982/1, 982/3, 983, 984, 985, 873/2, 869/12 Albing (castrum) |